# Колоније и зависне територије Велике Британије
Колоније и зависне територије Велике Британије су све територије света које су икада биле у колонијалној или другом облику зависности од Енглеске, Велике Британије или личној зависности од енглеског (британског) монарха. Историјски гледано, ове територије су припадале Британској империји.
У периоду од 1876. до 1947. године британски монарх је носио и титулу цара (царице) Индије. Тренутно је краљ Чарлс III монарх 15 држава (области Комонвелта).

## Врхунац колонијалне владавине
Организација администрације колонија варирала је током времена и простора, али се од 1920-их (време највеће експанзије) може класификовати у следеће категорије:
- Уједињено Краљевство - унија Енглеске, Велса, Шкотске и Ирске (од 1922. - само Северна Ирска);
- крунске земље (Острво Мен, Џерзи и Гернзи);
- насељеничке колоније. Круна је прогласила свој апсолутни суверенитет над њима, иако нису били део Уједињеног Краљевства. Они су били подложни британском обичајном праву и законима које је усвојио Британски парламент. Краљевска моћ била је оличена у гувернеру кога је постављала британска влада;
- власничких колонија које су постојале у Америци у 16-17 веку. Круна их је дала на управљање појединим аристократама;
- колоније које воде компаније. Пре свега Британска источноиндијска компанија. У Африци је било и неколико мањих сличних компанија;
- протекторати. Формално су се сматрале страним државама на чијем је челу био страни владар. Међутим, протекторат је одбијао независне контакте са страним државама, а било је и значајног мешања британских власти у његове унутрашње ствари;
- Доминиони. Појавили су се почетком 20. века као некадашње насељеничке колоније или федерације таквих колонија;
- мандатне територије. Појавили су се после Првог светског рата и представљали су бивше немачке колоније и некадашње националне периферије Отоманског царства, које је Лига народа пренела под контролу Британије.

## Крунске земље
Крунске земље су територије са независном извршном влашћу и сопственим правним системом. Оне такође нису и никада нису биле колоније, прекоморске територије са становишта британског права, међутим, питања одбране и спољне политике (са изузев царине и имиграције) делегирани су влади Уједињеног краљевства. Закони које доноси британски парламент могу се применити и на територију острва у случају одговарајуће одлуке Државног савета Круне.

## Прекоморске територије

### Европа и Средоземље
- од 1066. Гернзи
- од 1066. Џерзи
- 1171–1541 Лордство Ирске
- од 1346. Острво Мен
- 1541-1801 Ирска у унији
- 1708-1757 Менорка
- од 1713 Гибралтар
- 1763-1782 Менорка
- 1794-1796 Корзика
- 1798-1802 Менорка
- 1800-1964 Малта
- 1801-1922 Велика Британија и Ирска
- 1807-1890 Хелиголанд
- 1809-1864 Јонска острва
- 1878-1960 Кипар
- 1921–1922 Јужна Ирска
- 1921-1937 Ирска слободна држава (сада Ирска)3
- од 1921. Северна Ирска
- 1945-1949 Окупациона зона у Немачкој
- 1945-1949 Окупациона зона у Аустрији
- од 1960. Акротири и Декелиа

### Северна Америка
- 1583-1907 Њуфаундленд
- 1607-1776 Вирџинија
- од 1619 Бермуди
- 1620–1691 Плимоутх колонија
- 1622-1691 Ман (провинција)
- 1629–1691 Колонија Масачусетског залива
- 1632-1776 Мериленд
- 1635–1644 Сејбрук
- 1636–1776 Конектикат
- 1636-1776 Роуд Ајланд
- 1638–1665 Њу Хејвен
- 1663–1712 Каролина (провинција)
- 1664-1783 Њујорк
- 1665–1686 Њу Џерси
- 1670–1870 Рупертова земља
- 1674–1702 Источни Џерси
- 1674–1702 Западни Џерси
- 1680–1686 Њу Хемпшир
- 1681–1783 Пенсилванија
- 1686–1689 Нова Енглеска
- 1689-1783 Њу Хемпшир
- 1691-1780 Масачусетс
- 1701–1776 Делавер
- 1702–1776 Њу Џерси
- 1712–1776 Северна Каролина
- 1712–1776 Јужна Каролина
- 1713-1867 Нова Шкотска
- 1732-1776 Џорџија
- 1759–1867 Њу Брансвик
- 1763–1873 Острво Принца Едварда
- 1763-1791 Квебек
- 1763–1783 Источна Флорида
- 1763–1783 Западна Флорида
- 1776. Тринаест колонија
- 1791-1841 Горња Канада
- 1791-1841 Доња Канада
- 1815–1858 Округ Нове Каледоније
- 1818-1846 Колумбија/Орегон
- 1841–1867 Провинција Канаде
- 1849-1866 Ванкувер
- 1853–1863 Острва краљице Шарлоте
- 1858-1866 Британска Колумбија
- 1859–1870 Северозападна територија
- 1862–1863 Стикинска територија
- 1866-1871 Ванкувер и Британска Колумбија
- 1867-1931 Канадска конфедерација
- 1907–1949 Доминион Њуфаундленда

### Латинска Америка, Кариби и Јужни Атлантик
- 1605-1979 Света Луција
- 1623-1883 Сент Китс
- 1624-1966 Барбадос
- 1625-1650 Сент Крој (острво)
- 1627-1779 Свети Винцент
- 1627–1816 Заветна острва
- 1628-1883 Невис
- 1632-1782 Монтсерат
- 1632-1860 Антигва
- 1643–1860 Баји острва
- од 1650 Ангвила
- 1651-1667 Вилоугхбиланд (Суринам)
- 1655-1859 Обала комараца
- 1655–1962 Колонија Јамајка
- од 1658. Света Јелена
- од 1666. Британска Девичанска острва
- 1666-1860 Барбуда
- од 1670. Кајманска острва
- 1650-1973 Бахами
- 1630–1641 Острво Провиденс
- 1670–1689 Сан Андрес и Провиденсија
- 1762-1779 Гренада
- 1763-1778 Доминика
- 1763-1888 Тобаго
- 1775–1908 Јужна Џорџија
- од 1783. Монсерат
- 1783-1974 Гренада
- 1783-1979 Свети Винсент и Гренадини
- 1783-1978 Доминика
- од 1783. Теркс и Кејкос
- 1797-1888 Тринидад
- од 1815. Острво Асенсион
- из 1816. Тристан да Куња
- 1814-1966 Британска Гвајана
- 1833–1958 Заветрена острва
- 1833–1958 Заветна острва
- од 1833. Фокландска острва
- 1860-1981 Антигва и Барбуда
- 1862-1981 Британски Хондурас (Белиз)
- 1882-1983 Свети Китс и Невис
- 1888-1962 Тринидад и Тобаго
- од 1908. Јужна Џорџија и Јужна Сендвичка острва
- 1958–1962 Федерација Западне Индије

### Африка
- 1661–1702 Острво Џејмс
- 1765-1816 Сенегамбија
- 1787-1961 Сијера Леоне
- 1794-1976 Сејшели
- 1795–1803 Цапе Цолони
- 1806-1910 Цапе Цолони
- 1807-1814 Мадеира
- 1810-1968 Маурицијус
- 1810-1965 Архипелаг Чагос
- 1816-1965 Гамбија
- 1821–1965 Британска Западна Африка
- 1834-1839 Сокотра
- 1843-1910 Натал
- 1861-1906 Лагос
- 1868-1966 Басутоланд (Лесото)
- 1867-1957 Златна обала (Гана)
- 1877-1881 Трансвал Република
- 1878–1910 Валвис Беј
- 1881–1900 Протекторат Нигера
- 1882-1922 Султанат Египта
- 1884-1960 Британски Сомалиланд
- 1885–1895 Колонија Бечуаналенд
- 1885-1966 Бечуаналанд протекторат (Боцвана)
- 1887-1897 Краљевство Зулу
- 1889-1924 Бароцеланд
- 1890-1962 Уганда
- 1890-1963 Занзибар
- 1890-1895 Витуланд
- 1891-1907 Британска Централна Африка
- 1895-1920 Британска источна Африка
- 1899-1956 Англо-египатски Судан
- 1900–1914 Северна Нигерија
- 1900-1914 Јужна Нигерија
- 1900–1910 Колонија Наранџасте реке
- 1900-1919 Трансвал
- 1902-1968 Есватини
- 1907-1964 Ниасаланд (Малави)
- 1910-1931 Јужноафричка унија
- 1914-1960 Нигерија
- 1915-1931 Југозападна Африка
- 1916-1956 Британски Тоголанд
- 1922-1961 Британски Камерун
- 1920-1963 Кенија
- 1922-1961 Тангањика
- 1923-1965 Јужна Родезија
- 1924-1964 Северна Родезија (Замбија)
- 1953–1963 Федерација Родезије и Њасаленда
- од 1965. Британска територија Индијског океана
- 1979-1980 Југ. Родезија (Зимбабве)

### Азија
- 1640–1858 Председништво Мадраса
- 1685-1824 Бенцоулин
- 1687–1858 Управа Бомбаја
- 1690–1858 Бенгалско управа
- 1702-1705 Пуло-Кондор
- 1721-1949 Индијске кнежевине
- 1762-1764 Манила и Кавите
- 1786-1826 Пенанг
- 1789-1796 Велики Андаман
- 1796-1948 Цејлон (Шри Ланка)
- 1812-1814 Бангка
- 1812-1824 Белитунг
- 1819–1826 Сингапур
- 1820-1971 Уговор Оман (УАЕ)
- 1820-1971 Бахреин
- 1824-1948 Бурма
- 1826-1946 Страитс Сеттлементс
- 1839-1963 Колонија Аден
- 1839-1842 Авганистан (окупација)
- 1841-1997 Хонг Конг
- 1841-1946 Краљевина Саравак
- 1848-1890 Лабуан
- 1858-1947 Британска Индија (Индија, Пакистан, Мјанмар, Бангладеш)
- 1858-1872 Андаман и Никобарска острва
- 1861-1947 Сиким
- 1873-1896 Негери Сембилан
- 1874-1896 Селангор
- 1874-1896 Перак
- 1879-1919 Авганистан (протекторат)
- 1887-1896 Паханг
- 1886-1963 Аден протекторат
- 1887-1965 Малдиви
- 1888-1946 Протекторат Севера Борнео
- 1888-1984 Брунеј
- 1891-1971 Мускат и Оман (Оман)
- 1895–1946 Савезне малајске државе
- 1898-1930 Веихаи
- 1899-1961 Кувајт
- 1904-1948 Џохор
- 1910-1949 Бутан
- 1909-1946 Нефедеративне Малајске Државе
- 1916-1971 Катар
- 1920-1932 Месопотамија
- 1920-1948 Палестина
- 1921-1946 Трансјордан
- 1946-1963 Колонија Северни Борнео
- 1946-1963 Колонија Саравак
- 1946-1963 Сингапур
- 1946–1948 Малајска унија
- 1947–1950 Индијска унија
- 1948-1972 Доминион Цејлона
- 1948–1957 Федерација Малаје (Малезија)
- 1962–1967 Федерација Јужне Арабије
- 1963–1967 Протекторат Јужне Арабије

### Аустралија, Океанија и Антарктик
- 1788–1901 Колонија Новог Јужног Велса
- 1788–1901 Острво Норфолк
- 1803-1901 Колонија Ван Дименове земље / Колонија Тасманија
- 1807–1863 Окландска острва
- 1824-1980 Нови Хебриди (Вануату)
- 1826-1901 Западна Аустралија
- 1829–1832 Колонија Лабудове реке
- 1836–1901 Колонија Јужне Аустралије
- од 1838. Острва Питкерн
- 1839-1907 Колонија Новог Зеланда
- 1841–1933 Викторија земља
- 1851–1901 колонија Викторија
- 1857-1955 Кокосова острва
- 1859–1901 Колонија Квинсленда
- 1874-1970 Фиџи
- 1877–1976 Британске територије западног Пацифика
- 1878-1931 Острва Ашмор и Картије
- 1884-1902 Британска Нова Гвинеја (Папуа Нова Гвинеја)
- 1888-1893 Раротонга
- 1888-1958 Божићно острво
- 1889–1926 Унија острва
- 1892-1976 Острва Гилберт и Елис (Кирибати и Тувалу)
- 1893–1901 Федерација Кукових острва
- 1893-1978 Британска Соломонска острва (Соломонова острва)
- 1900–1970 Краљевина Тонга
- 1900–1901 Нијуе
- 1901–1942 Комонвелт Аустралије
- 1907-1953 Доминион Новог Зеланда
- 1908-1962 Јужна Шетландска острва
- 1908-1962 Грахамова земља
- 1908-1962 Јужни Оркни
- 1909-1931 Острва Ашмор и Картије
- 1910–1947 Острво Херд и острва Макдоналд
- 1923 Зависна територија Роса
- 1923-1968 Науру
- 1930–1933 Земља Ендерби
- 1939-1979 Кантон и острва Ендербери
- од 1962. Британска Антарктичка Територија

### Управа компанија - власника прекоморских трговачких станица, утврђења и колонија
- 1581-1825 Левант компани (Левант)
- 1600-1874 Источноиндијска компанија
- 1606-1624 Вирџинија компани
- 1610-? Њуфоундленд компани
- 1615-1684 Сомерс Ислес компани (Бермуда)
- 1618-1644 Гвинејска компанија (Западна Африка)
- 1628-1692 Масачусетес Бај Цомпани
- 1629-1641 Компанија са острва Провиденс
- 1635-1657 Коуртин Асоцијација (Британска Индија)
- од 1670. Компанија Хадсоновог залива
- 1672-1752 Афричка компанија (Западна Африка)
- 1792-1807 Компанија Сијера Леоне
- 1752-1821 Афричка компанија трговаца (Голд Коаст)
- од 1825 Ван Диемен'с Ланд Цомпани (Тасманија)
- 1835-1949 Јужноаустралијска компанија
- 1837-1858 Новозеландска компанија
- 1847-1858 Компанија Источног архипелага (Лабуан)
- 1877-2007 Компанија Афричких језера (Ниасаланд)
- 1879-1929 Нигер компанија (Нигерија)
- 1881-1946 Британска компанија Северни Борнео
- 1888-1896 Источноафричка компанија (Кенија)
- 1889-1965 Јужноафричка компанија (Северна и Јужна Родезија)

## Пропаганда империјализма у 19. и почетком 20. века
Снажна повезаност царства са колонијама налази уметнички израз. С једне стране, ово је природан одраз постојећег империјалног погледа на свет, с друге стране, појединачна дела настају специјално за преношење одређених империјалних идеја, односно пропаганду. Најчешћи облик царског мита је авантуристички роман, који се у Енглеској сматра лаким за читање. Ова пропаганда је започела романом Данијела Дефоа Робинзон Крузо. Овај авантуристички роман прича о вредном, сналажљивом и богобојажљивом Енглезу који преживљава на удаљеном острву и гради свој живот.
Други романи комбинују приче о далеким земљама, стварним или измишљеним, богатим ресурсима, нецивилизованим, примитивним друштвима са непријатељским домороцима. Њихове земље и свет су приказани као неразвијени у поређењу са просперитетном, прогресивном и развијеном Британијом. Британски истраживач авантуристичких романа Мартин Грин ово назива пропагандом и каже да се ова тема такође понавља у викторијанским авантуристичким романима као што су они Радјарда Киплинга.
Тако се, уз помоћ одређене забавне и лаке литературе, формирала идеја о далеким земљама и њиховим становницима којима је потребна помоћ у модернизацији и унапређењу живота.
Нису сви научници склони да негативно оцењују пропаганду на исти начин. Савремени проучавалац империјализма, Бернард Портер, сматра да је значај и утицај романа у културном животу империјалне Британије преувеличан. Он истиче неколико тачака. Прво, ужем кругу људи који владају државом није било корисно да учествује у политици за већину грађана. Подела на радничке масе и владајућу мањину била је очигледна. Друго, у то време управљање једним народом од стране другог није се сматрало нечим погрешним, тако да по овом основу нису могле настати несугласице или протести. Из тог разлога, у Британији се није појавила јака антиимперијална осећања. Није било озбиљних разлога, обичан човек није био директно погођен међународним односима .
У путописним романима контакт са другим светом и културом био је сталан и природан. Међутим, неки истраживачи налазе обележја империјалне културе чак и у оним делима која су смештена у Британију. Едвард Саид бележи плантаже шећера у парку Менсфилд Џејн Остин, које су далеко ван граница романа у географском и идеолошком смислу, али на њихов рачун одржавају имање, то одређује живот његовог власника и становника. 
Поред књижевности, било је много визуелних форми које су приказивале и живот у колонијама. Ширење стереоскопа омогућило је Британцима да виде свет на истоку, који је био под заштитом империје. Ове слике су створиле миран и просперитетан, егзотичан свет који је директно повезан са царством. Такве карте су се чувале код куће, па је исток постао веома близак. Приказују свакодневни живот и обичне људе: продавце по чаршијама, дрвосече, људе који ткају ужад, жене које иду по воду.
Поред кућног и приватног гледања, било је више јавних облика извештавања. На пример, за фењере су били причвршћени текстови верске, политичке или забавне природе. Летак је можда рекламирао крстарење или верски скуп који је често прикупљао средства за мисионарску мисију у Африци.
Почетком 20. века појавио се биоскоп и постао једна од најпопуларнијих забава. Амерички новинар Лоуел Томас путује светом са предавањима, филмовима и фотографијама, приказујући егзотични свет Блиског истока. Лепа, ефектна и иновативна емисија допала се јавности.
Током 19. и 20. века, слике о царству, колонији и њиховим односима мењале су се у зависности од околности тог времена или потреба јавности.